# Norovirus
Infecția cu Norovirusul este cunoscută ca o otrăvire alimentară sau un virus stomacal, iar declanșarea acesteia are loc în spații închise și aglomerate. Infecția durează între 1-3 zile, recuperarea fiind completă, fără tratament. 
Infecția cu Norovirus este contagioasă, fiind fatală și amenințătoare pentru copiii mici și vârstnici. 
Deoarece această infecție este contagioasă, se poate răspândi cu ușurință, virusul rămânând pe suprafețele atinse de persoanele infectate săptămâni la rând. 

## Simpotome
Simptomele pentru infecția cu Norovirus pot fi: greață, vărsături, dureri stomacale și crampe insuportabile, scaune apoase, febră, dureri musculare, senzația de amețeală.

## Factori de risc
Consumarea unor alimente ce au fost manipulate de o persoană infectată cu Norovirus sau ce au atins suprafețe deja contaminate, școala, fiind un spațiu închis, prin intermediul căruia poate fi declanșată infecția, aglomerația, intrarea în contact cu o persoană deja infectată. 

## Cazuri
Până în prezent, nu a fost oferit un număr concret de cazuri de infectare cu Norovirus. Însă, în data de 23 ianuarie 2023, au fost depistate două cazuri de infectare cu virusul în Kerala, ulterior, în data de 24 ianuarie 2023, numărul infectărilor a ajuns la 62. Cea mai importantă restricție este închiderea școlilor din Kerala, pentru că persoanele infectate sunt studenți. Din sursele și informațiile Organizației Mondiale a Sănătății, peste 685 de milioane de persoane au fost declarate infectate cu Norovirus în anul 2022, dintre care 200 de milioane erau copii.
Conform informațiilor Organizației Mondiale a Sănătății, peste 200.000 de persoane diagnosticate cu Norovirus au decedat, dintre care 50.000 erau copii.